# Marcel Mule
Marcel Mule, né le 24 juin 1901 à Aube (Orne), mort le 18 décembre 2001 à Hyères (Var), est un saxophoniste français.
Avec François Combelle, Marcel Mule est l'un des premiers protagonistes de l'école dite « française » de saxophone.

## Biographie
Marcel Mule découvre le saxophone, ainsi que le violon et le piano à l'âge de 8 ans. Son père, directeur de la fanfare de Beaumont-le-Roger, est son premier professeur. Mule sera également l'élève de François Combelle, soliste à la Garde républicaine. Tout en effectuant son service militaire au 5e régiment d'infanterie de Paris, il  se perfectionne au Conservatoire de musique et de déclamation à Paris, notamment dans la classe d'harmonie de Georges Caussade. En 1923, il est reçu au concours d'entrée de la Musique de la Garde républicaine où il succède à la place de soliste de Combelle. Il fait partie en 1928 du Quatuor de la Garde républicaine. Il quitte la Garde républicaine en 1936 pour fonder le Quatuor de Saxophones de Paris, plus connu sous le nom de Quatuor Marcel Mule. Il a été engagé pour de nombreuses musiques de film. Son premier fils Pol Mule, (1926-2012), flûtiste et chef d'orchestre, a été directeur du conservatoire d'Antibes et Jacques Mule, né en 1929, 1er prix en 1947, a été professeur de flûte traversière au conservatoire de Nancy , soliste à l'Orchestre symphonique et lyrique de Nancy et membre du Trio Récital (flûte, trompette et orgue) avec Dino Tomba et Pierre Cortellezzi.

## Enseignement
En 1942, le directeur du Conservatoire national de musique et d'art dramatique à Paris, Claude Delvincourt, rouvre la classe de saxophone . Il en confie la charge à Marcel Mule. Durant 26 ans, il enseignera à cette institution. Ses élèves partiront enseigner dans toute la France et dans le monde entier. En 1968, il prend sa retraite et arrête définitivement de jouer du saxophone.

## Quelques élèves de Marcel Mule
- Jean Arnoult
- Roland Audefroy
- Bernard Beaufreton
- André Beun
- Pierre Bourque
- Paul Brodie
- Daniel Deffayet
- Jacques Desloges
- Simon Dubrulle
- Frederick Hemke (en)
- Guy Lacour
- Jean-Marie Londeix
- Jean-Pierre Magnac
- Daniel Martin
- Jacques Melzer
- Rémi Ménard
- Jacques Net
- Michel Nouaux
- Georges Porte
- Hubert Prati
- Gilbert Reymond
- Iwan Roth
- Eugène Rousseau
- Yochk’o Seffer
- Michel Trousselet
- Serge Bichon

## Analyses de la carrière de Marcel Mule

### Analyse n° 1 - «Contre»
Il a formé les saxophonistes les plus influents en France (et bon nombre de professeurs influents à l'étranger) entre 1942 et sa retraite en 1968 et des traces de son enseignement (vibrato systématique, insistance sur l'aspect technique, phrasé classique) sont encore perceptibles dans l'enseignement du saxophone actuel. Mule avait suscité parmi ses élèves un tel culte de la personnalité que, jusqu'à un passé récent, il était impensable qu'un saxophoniste puisse admettre ne pas suivre à la lettre les conseils du « Patron ». 
Mais il y a aussi une forte réaction contre cette école (notamment dans l'enseignement des professeurs tels que Claude Delangle qui ont une conception de l'instrument plus ouverte sur la musique contemporaine et le jazz). Dans sa critique du livre de Jean-Pierre Thiollet, Sax, Mule & Co — Marcel Mule ou l'éloquence du son, Nicolas Prost exprime son point de vue que « cet ouvrage se définit davantage sur la question omniprésente de l’avenir du saxophone selon Mule, si pessimiste à l’égard des compositions actuelles, la non-intégration du saxophone à l’orchestre et la non-reconnaissance des solistes. Marcel Mule évoque fréquemment son mépris pour la musique de jazz. Avec cet entretien, J.-P. Thiollet nous dévoile le portrait d’un musicien intolérant et capricieux. »
Mule ne cachait pas son désaccord avec la musique contemporaine. La liste des compositeurs qui lui ont dédié des pièces est plutôt dans la tendance « néo-classique », tels que Busser, Planel, Gallois-Montbrun et Jean Rivier. Le langage polytonal d'Henri Tomasi semble être sa limite dans l'avant-garde. L'école de Darmstadt et les disciples de Schoenberg semblent ne pas figurer dans le répertoire musical de Mule. Antoine Tisné, en parlant de son œuvre « Espaces Irradiées » au concours international de Saxophone de Gap en 1978 où Mule présidait le concours, se rappelait les grimaces que Mule faisant à chaque passage de son œuvre, malgré un langage musical plus proche d'Alban Berg que d'Anton Webern.  
Étrangement, Mule n'a pas eu visiblement davantage d'affinités pour le groupe des Six, malgré la présence de son Quatuor de Saxophones à la création du Concerto pour Deux Pianos, Chœurs, Quatuor de Saxophones et Orchestre de Germaine Tailleferre en 1934 et de ses engagements dans les musiques de film d'Arthur Honegger dans les années 1930, car aucune œuvre de ces six musiciens ne lui portent une dédicace. Malgré « Le Petit Quatuor » et L'opéra « Paris à Nous Deux » (écrits pour le Quatuor Mule), Marcel Mule n'a pas commandé une œuvre pour saxophone solo à Jean Françaix (Les Cinq Danses Exotiques de Françaix sont dédiées à Mule, mais commandées et créées par Jean-Marie Londeix). La seule œuvrette pour saxophone d'André Jolivet ne porte pas non plus de dédicace à Mule. Comment Mule n'a-t-il pas vu la nécessité de passer commande à ces musiciens qui étaient les grands protagonistes de cette mouvance « néo-classique » d'après-guerre reste un mystère. Sa décision de promouvoir certaines œuvres et de laisser tomber d'autres (ex. : le Concerto de Pierre Vellones, premier Concerto pour Saxophone avec Grand Orchestre en 1934, qui n'est pas admis comme œuvre de concours au CNSM de Paris) marquent également un manque de discernement esthétique. Aucune œuvre commandée pour Marcel Mule n'est, jusqu'à ce jour, considérée comme une œuvre du répertoire « standard », en dehors du monde très fermé des saxophonistes eux-mêmes.
Concernant l'attitude négative que Mule portait sur la variété, les preuves sont également probantes, Dans son livre Marcel Mule : sa vie et le saxophone, Eugène Rousseau raconte une anecdote de Mule à propos du saxophoniste Jules Viard (Saxophone Solo au Bal du Moulin Rouge dans les années 1920-1930) où Mule prétend que Viard, ne sachant pas jouer avec du vibrato, essayait d'avoir le même effet en bougeant son saxophone verticalement. Une audition des nombreux disques que Viard avait gravés pour Pathé montre que Viard n'était pas seulement à l'aise avec le vibrato, mais qu'il était également capable d'en modifier la vitesse ou de jouer senza vibrato, la plus grande vedette du music-hall américain des années 1920 et le premier saxophoniste à vendre un disque à un million d'exemplaires (Sax-O-Phobia en 1921, chez Edison) ne figure pas dans son univers. Le jazz et même toute la musique américaine, avec l'exception notable de la Sonate de Paul Creston, n'a pas droit de séjour dans sa classe au Conservatoire. 
Malgré cela (ou bien peut-être, à cause de cela), Mule reste un musicien influent dans l'histoire du saxophone, avec les éloges de ses anciens élèves.

### Analyse n° 2 - «Pour»
Cependant, pour comprendre le personnage et son action, il faut le replacer dans son contexte historique : au début du XXe siècle, le saxophone est avant tout un instrument associé aux musiques militaires et de divertissement. Il est alors inconcevable pour un compositeur sérieux d'écrire pour saxophone. La classe du Conservatoire de Paris, fermée en 1870 pour cause de guerre et raisons budgétaires ... l'est toujours ! Il est alors nécessaire de donner « ses lettres de noblesse » à l'instrument, pour l'aider à intégrer le monde de la musique sérieuse : les orchestres et les conservatoires... et la tâche est ardue ! 
Mule commencera par transcrire des pièces classiques, puis de compositeurs renommés (Ravel, Pierné...), afin d'attirer leur attention, avec succès, sur le quatuor de saxophone. C'est ainsi que nombre de compositeurs écrivirent pour son quatuor : Gabriel Pierné, Jean Françaix, Alexandre Glazounov, Jean Rivier, Eugène Bozza, Georges Migot ; Maurice Ravel envisageait aussi de le faire avant d'en être empêché par la maladie qui l'emporta[réf. nécessaire]. Luciano Berio découvrit le saxophone classique lors d'un concert à la Scala de Milan alors que le Quatuor Mule interprétait les trois sonates de Domenico Scarlatti transcrites par Gabriel Pierné.
Outre sa très brillante carrière de chambriste, Mule fut également un musicien d'orchestre très actif : il joua avec tous les orchestres parisiens et les plus grands chefs firent appel à ses services. Il créa nombre d'œuvres radiophoniques et de musiques de films : sa sonorité et son vibrato particuliers se reconnaissent lorsqu'on revoit les films de Marcel Carné, René Clair ... et toute la production des années 1930 aux années 1950. Au sein de l'orchestre, il sert, souvent en soliste, des compositeurs aussi divers que Jacques Ibert, Arthur Honegger, Darius Milhaud, André Jolivet, Maurice Ravel, entre autres. 
Il est clair cependant qu'il négligea la carrière soliste, appréciant peu les longs voyages et la vie de bohème qu'impliquent cette activité. Il n'était pas non plus particulièrement enclin, comme son rival et alter ego Sigurd Rascher, à solliciter les compositeurs au nom du saxophone, estimant qu'il leur revenait de faire cette démarche... N'oublions pas qu'au moment où il fut recréé pour lui le poste de professeur au Conservatoire de Paris, ses pairs le considéraient comme le « meilleur musicien de la place » à Paris... On ne s'étonnera donc pas dans ce contexte que Mule ait négligé les musiques apparaissant plus marginales : le jazz et la variété rappelaient trop un passé « léger » qu'il souhaitait faire oublier, tout comme certains aspects « populaires » des prises de position de certains musiciens du groupe des six, ou l'intellectualisme de l'école de Vienne et de ses dérivés. Et qu'il ait choisi bien au contraire de soutenir les compositeurs les plus « installés », soit par leur célébrité, soit par leur position de pouvoir : chefs d'orchestre, inspecteurs de la musique, directeurs de conservatoires... dont l'histoire oubliera malheureusement un grand nombre... 
À l'époque où il est actif, les rares musiciens français engagés dans ce que l'on nommait la « musique d'avant-garde » étaient considérés comme de doux farceurs... et l'on pouvait difficilement prévoir qu'ils prendraient peu après les rênes d'un « nouvel académisme contemporain ». Au rebours, nombre de compositeurs « modernes » détestaient le vibrato qui avait tant séduit leurs aînés et refusèrent d'être joués de cette manière. Quand ils n'étaient pas, comme Olivier Messiaen, effrayés par la « lascivité » du saxophone de jazz... On peut également comprendre qu'un homme qui vécut jusqu'à cent ans, ait conservé de grandes réserves vis-à-vis des innovations de plus en plus radicales qui naîtraient depuis les années 1960, certainement aggravées par 40 années d'inactivité musicale...
Si l'on tente un bilan, on peut considérer qu'une partie des buts que s'étaient fixés Marcel Mule sont aujourd'hui atteints : le saxophone est désormais enseigné dans tous les conservatoires français par des spécialistes (pratique qui tend à se généraliser dans le monde), alors que ce rôle était auparavant confié aux bassonistes ou clarinettistes. Les compositeurs majeurs de notre temps n'hésitent plus à écrire pour le saxophone, voire les saxophones : celui-ci est même aujourd'hui l'un des instruments les plus sollicités par les compositeurs. Les ensembles de saxophones fleurissent, leur qualité est reconnue, et ils s'imposent dans les concours internationaux de musique de chambre. Le grand nombre de musiciens de haut niveau formés dans les conservatoires assure une pérennité à la création, à la recherche et à la diffusion du répertoire le plus intéressant du saxophone, tout comme à une diversité incroyable de démarches individuelles, mais il reste boudé par les orchestres et les programmateurs de concerts classiques — y compris dans la musique contemporaine. Et le répertoire soliste du milieu du XXe siècle souffre en France d'un certain académisme...

## Président d'honneur de l’AsSaFra
Depuis sa création en 1971, il a accepté d'être nommé président d'honneur de l’AsSaFra (ASsociation des SAxophonistes de FRAnce). Depuis, l’AsSaFra est devenue l'A.SAX (Association des SAXophonistes), et il en est toujours à titre posthume le président d’honneur.